# Marco Polo
Marco Polo  (pronúncia italiana: [ˈmarko ˈpɔːlo]; c. 1254 – 8 ou 9 de janeiro de 1324) foi um mercador, embaixador e explorador veneziano cujas aventuras estão registradas em As Viagens de Marco Polo, um livro que descreve para os europeus as maravilhas da China, de sua capital Pequim e de outras cidades e países da Ásia.
Aprendeu as negociações mercantis com seu pai e seu tio paterno, Niccolò e Matteo Polo, que também viajaram através da Ásia e conheceram Cublai Cã. Em 1269, Niccolò e Matteo Polo retornaram a Veneza, onde conheceram Marco, embarcando os três em uma grande jornada até a Ásia, e retornando a Veneza após 24 anos, onde se depararam com as guerras veneziano-genovesas. Marco foi preso e acabou ditando suas histórias para um companheiro de cela. Foi libertado em 1299, tornando-se um rico mercador. Casou-se com Donata Badoèr, de quem teve três filhas. Morreu em 1324, sendo enterrado na Igreja de San Lorenzo, em Veneza.
Embora Marco Polo não tenha sido o primeiro europeu a chegar à China, foi o primeiro a descrever detalhadamente suas experiências. Seu livro inspirou Cristóvão Colombo e muitos outros viajantes. Existem várias produções literárias baseadas nos escritos de Marco Polo; também influenciou a cartografia europeia, sendo o ponto de partida de inspiração do mapa-múndi de Fra Mauro.

## Vida

### Origens familiares

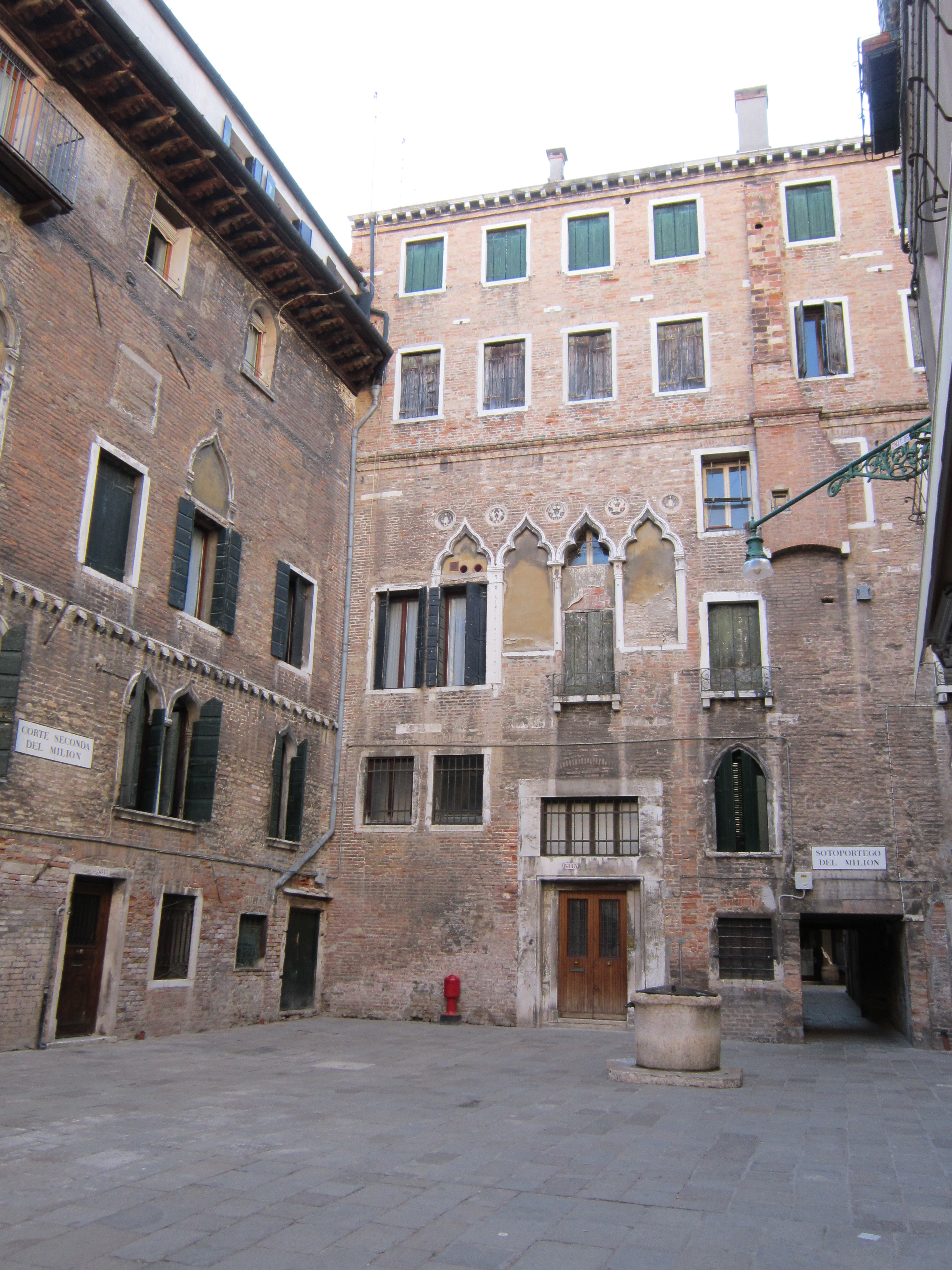
Corte del Milion continua sendo o nome do palácio onde morou Polo, inspirado no seu apelido "Il Milione"

Marco Polo nasceu em 1254, na República de Veneza. A data e localização exatas são desconhecidas. Alguns historiadores mencionam que nasceu em 15 de setembro, mas tal hipótese não é apoiada pela maioria dos acadêmicos. Veneza é geralmente considerada o local de nascimento de Marco Polo, mas outras hipóteses sugerem Constantinopla e a ilha de Korčula.  Existe uma disputa se a família de Marco era de origem veneziana, já que fontes históricas venezianas supostamente os apontariam como originários da Dalmácia. No entanto, até mesmo acadêmicos croatas consideram isto uma invenção.

### Primeiros anos e viagem para a Ásia
Em 1168, seu tio-avô, igualmente chamado Marco Polo, arrendou e comandou um navio em Constantinopla. Seu avô, Andrea Polo, da paróquia de San Felice, teve três filhos: Maffeo, outro Marco, e Niccolò, o pai do famoso viajante.  Esta genealogia, descrita por Ramusio, não é universalmente aceita e não existem evidências adicionais que a comprovem.
Seu pai, Niccolò Polo, mercador, fez fortuna negociando com o Oriente Próximo, conquistando grande prestígio. Niccolò e seu irmão Maffeo zarparam em uma viagem de negócios antes do nascimento de Marco. Em 1260, residindo em Constantinopla, à época capital do Império Latino, prevendo uma reviravolta política, os dois liquidaram seus ativos em joias e se mudaram. De acordo com as As Viagens, se aventuraram no Extremo Oriente, onde conheceram Cublai Cã, líder mongol e fundador da Dinastia Iuã. A sua decisão de se mudar de Constantinopla veio a se mostrar correta. Em 1261, Miguel VIII Paleólogo, líder do Império de Niceia, conquistou Constantinopla, queimando de imediato o quartel general veneziano e restabelecendo o Império Romano do Oriente. Os cidadãos venezianos que foram capturados acabaram cegados, enquanto muitos que conseguiram escapar acabaram morrendo nos navios superlotados que fugiam para outras colônias venezianas no Mar Egeu.
Pouco se sabe sobre a infância de Marco Polo até a idade de quinze anos, exceto que provavelmente teria passado parte da sua infância em Veneza. Ao morrer sua mãe, Marco acabou sendo adotado por sua tia e tio. Recebeu uma educação privilegiada, aprendendo técnicas mercantis, incluindo conhecimentos sobre moedas estrangeiras e funcionamento dos navios, mas aprendendo quase nada, ou nada, de latim. Seu pai mais tarde se casaria com Floradise Polo.
Em 1269, Niccolò e Maffeo retornaram a suas famílias em Veneza, se encontrando com o jovem Marco pela primeira vez. Em 1271, durante o reinado do Doge Lorenzo Tiepolo, Marco Polo, então com dezessete anos de idade, juntamente com seu pai e tio zarparam para a Ásia em uma série de aventuras que Marco posteriormente viria a descrever em seu livro. Retornaram a Veneza em 1295, com muitas riquezas e tesouros, tendo viajado quase 24 000 km.

### Cativeiro genovês e últimos anos

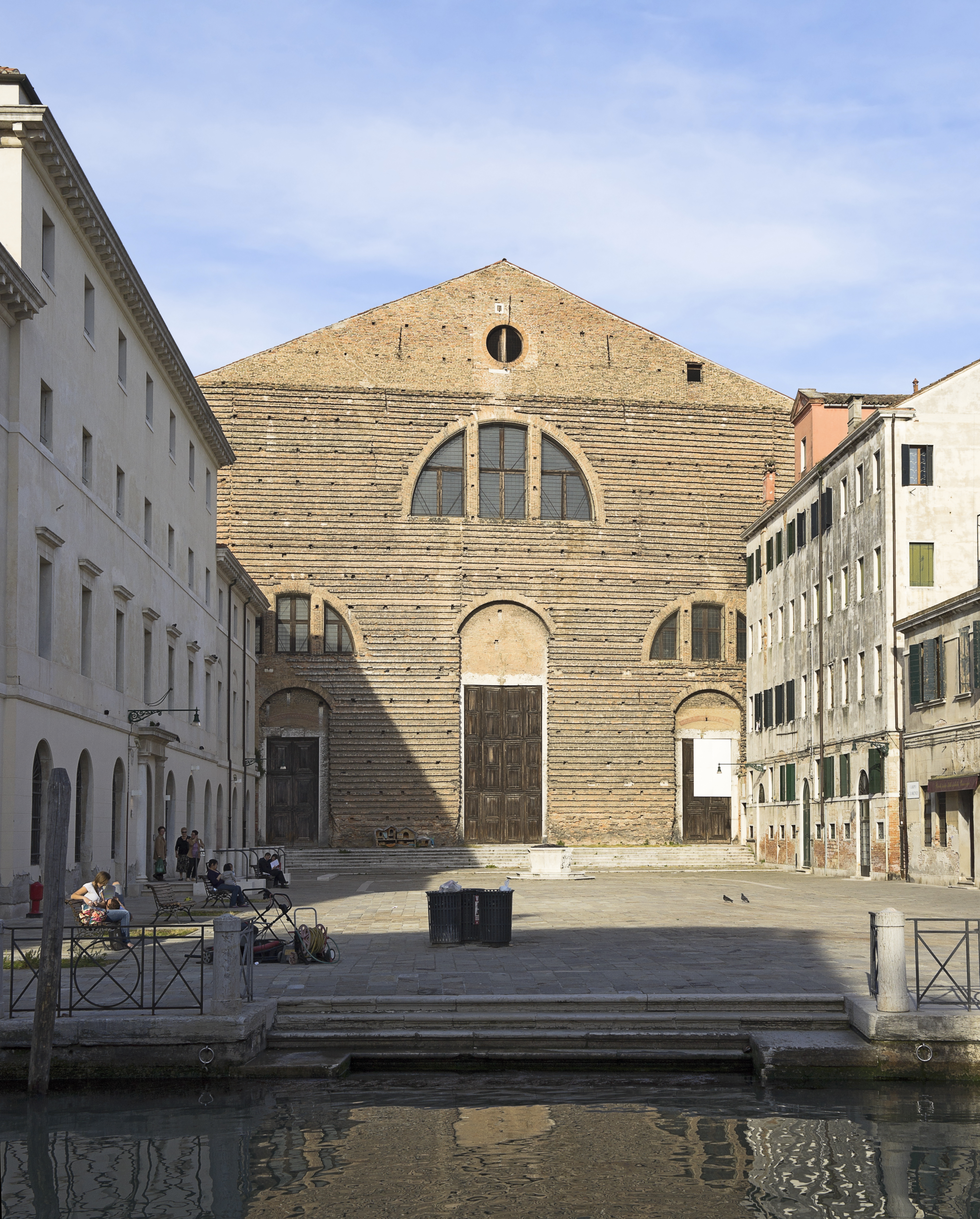
Igreja de San Lorenzo na sestiere de Castello (Veneza), onde Polo foi enterrado. A foto mostra a igreja atualmente, após a reforma de 1592

Marco Polo retornou a Veneza em 1295, trazendo consigo uma fortuna sob a forma de gemas. Naquela época, Veneza encontrava-se em guerra com a República de Gênova. Marco equipou uma galé com trabucos, com o fim de se juntar à guerra.
Terá sido capturado pelos genoveses provavelmente em 1296, em uma escaramuça perto da costa da Anatólia, entre Adana e o Golfo de İskenderun. A alegação de que a captura teria ocorrido durante a Batalha de Curzola, em  setembro de 1269, perto da costa da Dalmácia, provém de tradição tardia, do século XVI, registrada por Giovan Battista Ramusio. Passou vários meses na prisão, ditando detalhes sobre a sua viagem para um companheiro de cela, Rusticiano de Pisa, o qual também acrescentou histórias de suas viagens além de anedotas coletadas de outros relatos e de notícias de sua época sobre a China. O livro rapidamente se espalhou pela Europa como manuscrito, tornando-se conhecido como As Viagens de Marco Polo. Ao retratar as jornadas de Marco pela Ásia, fornecia aos europeus o primeiro relato detalhado sobre o Extremo Oriente, incluindo a China, a Índia e o Japão.
Marco Polo foi libertado do cativeiro em agosto de 1299, retornando a Veneza, onde seu pai e tio tinham comprado um pallazo em uma região chamada contrada San Giovanni Crisostomo (Corte del Milion). Em suas aventuras, a família Polo provavelmente terá investido em fundos de negócios, e até mesmo em gemas que trouxeram do Oriente. o grupo continuou suas atividades, e Marco rapidamente se tornou um mercador rico. Embora Polo e seu tio Maffeo tenham financiado outras expedições, provavelmente nunca mais teriam deixado a província veneziana, não retornado mais à Rota da Seda nem à Ásia. Seu pai Niccolò morreu cerca de 1300, e no mesmo ano Marco se casou com Donata Badoèr, filha de Vitale Badoèr, um mercador. Tiveram três filhas: Fantina, que casou com Marco Bragadin, Bellela, que casou com Bertuccio Querini, e Moreta.
Em 1305, Polo é mencionado em documento veneziano entre governantes locais, cobrando o pagamento de impostos. A relação do famoso explorador com um certo Marco Polo, citado em 1300 em rebeliões contra o governo aristocrático local, escapando da pena de morte, assim como de rebeliões em 1310 lideradas por Bajamonte Tiepolo e Marco Querini, onde entre os rebeldes se encontravam Jacobello e Francesco Polo, pertencentes a outro ramo da família Polo, é incerta. Em 1337, Marco Polo é novamente claramente citado no testamento de Maffeo, redigido entre 1309 e 1310, assim como em um documento de 1319, indicando que se tinha tornado dono de algumas propriedades de seu falecido pai, e em 1321, quando comprou parte das propriedades da família de sua esposa Donata.

### Morte
Em 1323, Marco adoeceu, ficando confinado à cama. Em 8 de janeiro de 1324, apesar dos esforços dos médicos, Marco encontrava-se em seu leito de morte. Para registrar e certificar sua vontade, sua família requisitou a vinda de Giovanni Giustiniani, um padre de San Procolo. Sua esposa Donata, tal como suas três filhas, também foram chamadas para certificar seu testamento. A Igreja tinha direito por lei a parte de suas propriedades; Marco aprovou isso, ordenando que a maior parte fosse paga para o convento de San Lorenzo, lugar onde desejava ser enterrado. Também libertou Pedro, seu escravo tártaro, que o havia acompanhado pela Ásia, concedendo-lhe 100 denários venezianos.
Dividiu o resto de suas posses, incluindo várias propriedades, entre indivíduos, instituições religiosas, e cada guilda e irmandade a que tinha pertencido. Também quitou várias dívidas, incluindo 300 liras que devia a sua cunhada, e outras tantas ao convento de San Giovanni Grisostomo, de Chiesa di San Polo, e para um clérigo chamado Frade Benvenuto. Ordenou que 220 soldos fossem pagos a Giovanni Giustinian, por seu trabalho como tabelião.
O testamento não foi assinado por Marco, mas validado pelo processo chamado "signum manus", onde bastava o testador tocar o documento para torná-lo legalmente válido. Devido a uma lei veneziana que determinava que o dia terminava ao pôr do sol, a data exata da morte de Marco Polo não pode ser definida. No entanto, de acordo com alguns acadêmicos, teria sido entre o pôr do sol de 8 de janeiro de 1324 e o dia seguinte. A Biblioteca Marciana, que possui a cópia original do testamento, data a certificação do mesmo de 9 de janeiro de 1323, datando a morte de junho de 1324.

## As Viagens de Marco Polo

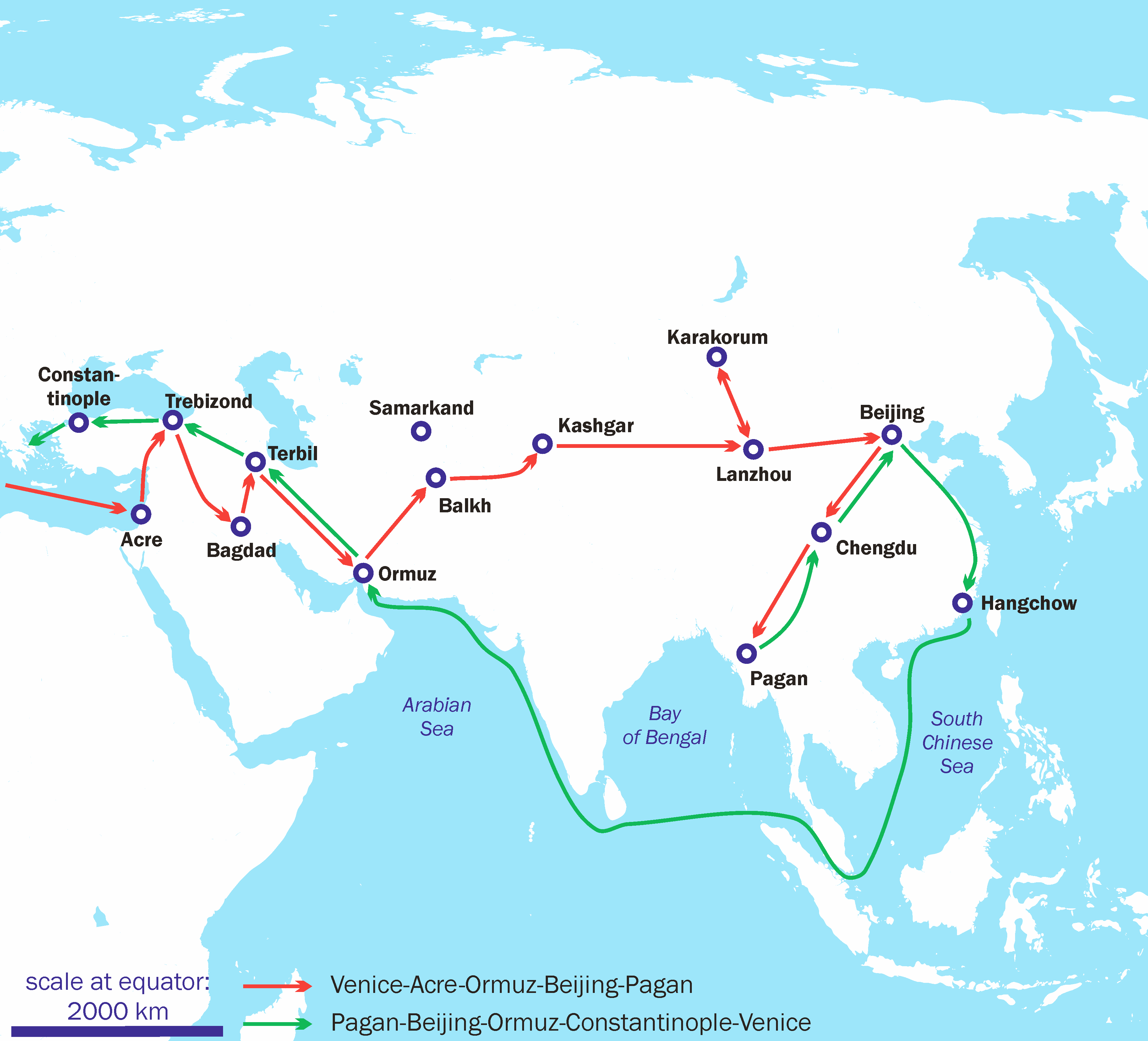
Mapa dos trechos percorridos por Marco Polo

Não existe uma primeira versão definitiva do livro de Marco Polo, e os manuscritos iniciais diferem-se significativamente. As versões publicadas de seu livro ou baseiam-se em manuscritos individuais ou os misturam, acrescentando ainda notas de esclarecimento nos pontos de divergência. Presume-se que aproximadamente 159 cópias de manuscritos em vários idiomas devem existir, e as discrepâncias eram inevitáveis durante o processo de cópia e tradução antes da invenção da prensa móvel.
Marco Polo relatou suas memórias oralmente para Rusticiano de Pisa, enquanto ambos eram prisioneiros da República de Gênova. Rusticiano escreveu o Il Milione nas línguas de oïl, uma língua franca dos cruzados e dos mercadores ocidentais no oriente. A ideia foi provavelmente criar um guia para os mercantes, para dar dicas essenciais sobre pesos, medidas e distâncias usadas nas transações comerciais.

### Narrativa

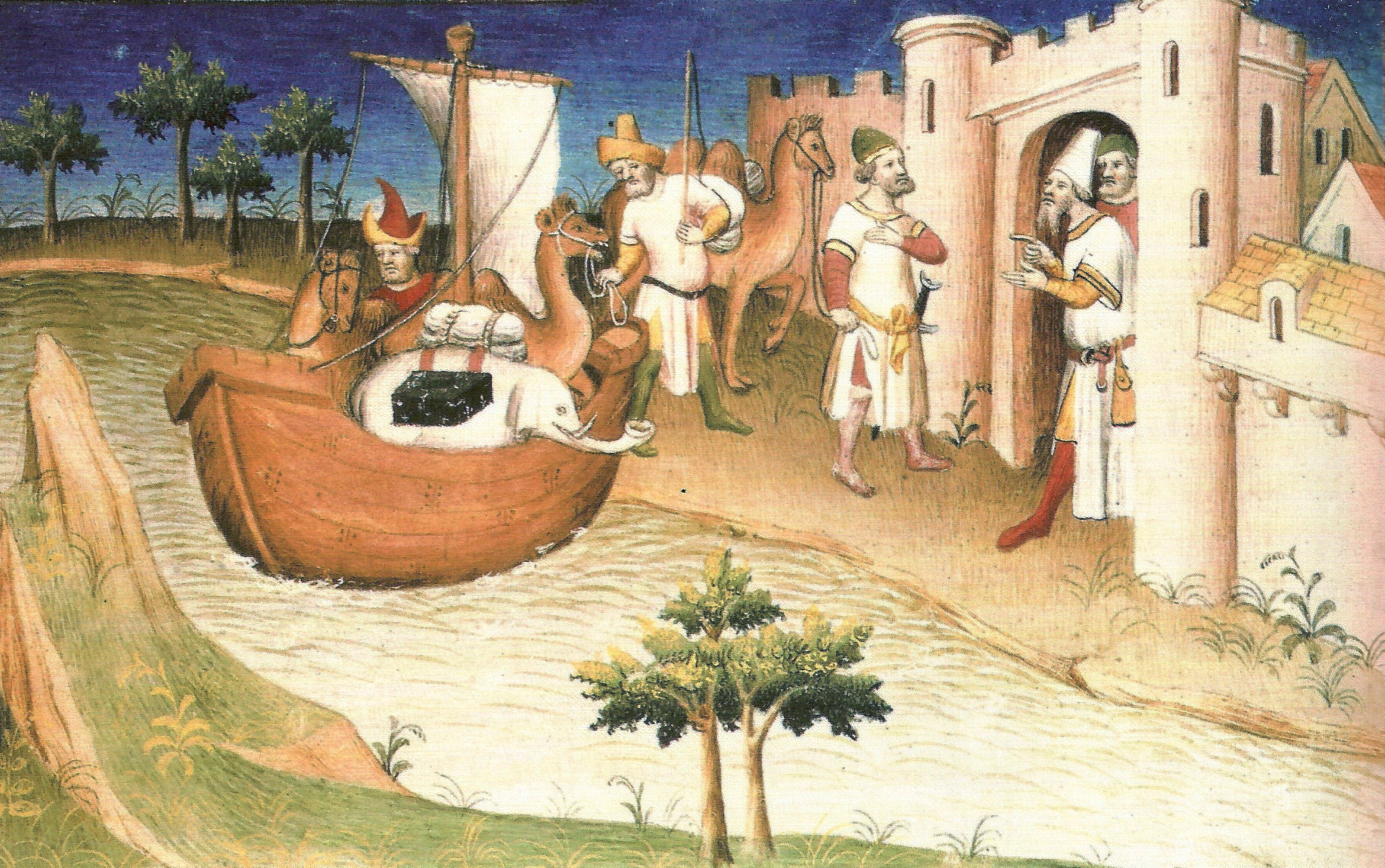
Uma miniatura do Il Milione

O livro começa com um prefácio descrevendo o pai e o tio de Marco viajando para Bolgar, onde o príncipe Berque vivia. Um ano depois, eles vão para Ukek e seguem para Bucara. Lá, um enviado do Levante convida-os para conhecer Cublai Cã, que nunca tinha conhecido os europeus. Em 1266, eles chegam nas instalações de Cublai em Cambalique, atualmente Pequim, China. Cublai recebeu os irmãos de bom grado e perguntou-os sobre o sistema político e legal da Europa. Ele também indagou sobre o Papa e a Igreja de Roma. Após responderem as perguntas, o governante os encarregou de levaram uma carta para o Papa, requisitando que trouxessem cristãos familiarizados com as artes liberais (gramática, retórica, lógica, geometria, aritmética, música e astronomia). Cublai requisitou que os enviados trouxessem de volta óleo da lamparina que ardia perpetuamente no Santo Sepulcro em Jerusalém.
A longa sede vacante após a morte do Papa Clemente IV em 1268 e a suspensão das eleições do seu sucessor atrasaram os Polos de cumprirem as requisições de Cublai. Eles seguiram as sugestões de Teobaldo Visconti, o embaixador papal do Sultanato Mameluco do Egito, e retornaram para Veneza em 1269 ou 1270 a fim de esperarem a nomeação do novo Papa, o que permitiu que Marco visse seu pai pela primeira vez, com a idade de quinze ou dezesseis anos.

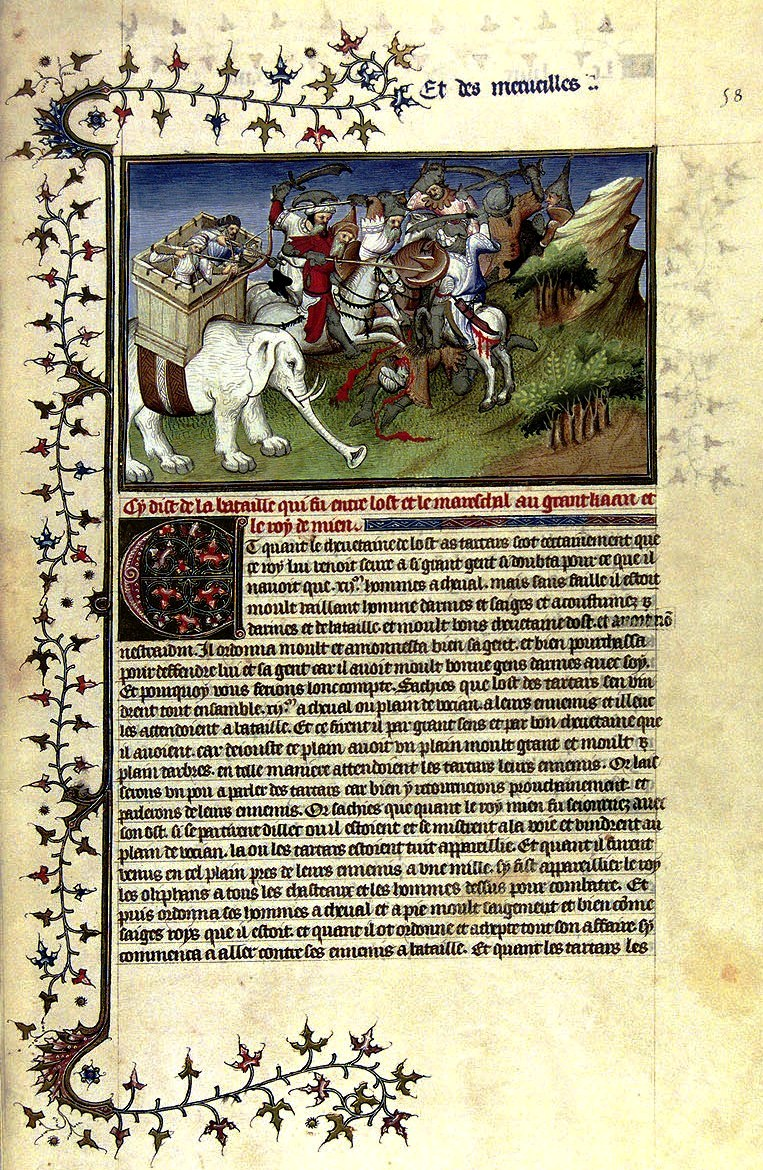
Uma página do Il Milione, de um manuscrito provavelmente datado entre 1298-1299

Em 1271, Niccolò, Maffeo e Marco Polo embarcaram em uma nova viagem para cumprirem as requisições de Cublai. Navegaram até o Acre, no atual Israel, e foram de camelos até o porto persa de Ormuz. De lá os Polos queriam navegar até a China, mas os navios que eles possuíam não eram capazes de navegar em mar aberto, então eles continuaram por terra através da Rota da Seda até chegarem em Xanadu, perto da atual Zhangjiakou. Durante uma parte da viagem, os Polos se juntaram a uma caravana de mercadores viajantes a qual tinham se deparado no meio do caminho. Infelizmente, o grupo foi atacado por bandidos, que se aproveitaram de uma tempestade de areia para surpreendê-los. Os Polos conseguiram lutar e escapar por uma cidade vizinha, mas muitos membros da caravana foram mortos ou escravizados. Três anos e meio depois de deixarem Veneza, quando Marco tinha 21 anos de idade, os Polos foram recebidos por Cublai em seu palácio. A data exata da chegada deles é incerta, mas acadêmicos estimam que foi entre 1271 e 1275. Logo que chegaram, os Polos apresentaram o óleo sagrado de Jerusalém e as cartas papais ao seu patrono.
Marco sabia quatro idiomas, e sua família tinha acumulado um grande conhecimento e experiência a qual foi útil para Cublai. É possível que ele tenha sido nomeado um oficial governamental; Marco se autodescreve no texto como governador de uma cidade por três anos, embora suas atribuições não sejam descritas, e ele escreveu sobre muitas visitas imperiais às províncias do leste e do sul da China, além de ao extremo sul asiático e a atual Mianmar. Bastante respeitados e solicitados pela corte mongol, Cublai decidiu recusar a solicitação dos Polos de saírem da China. Cublai já era idoso, e eles começaram a ficar preocupados se retornariam para a casa são e salvos, acreditando que se Kublai morresse, os seus inimigos poderiam se voltar contra eles por causa da relação próxima que mantinham com o governante. No texto é feita uma menção aos barões de Cublai se tornando invejosos dos Polo. Porém, no restante do livro Marco se retrata e à família sempre sendo cumulados de atenção e privilégios, tanto pelo imperador como pelos seus barões e delegados, mas a descrição que faz das suas próprias atividades oficiais é sempre muito vaga, sendo difícil extrair fatos exatos sobre a sua carreira.

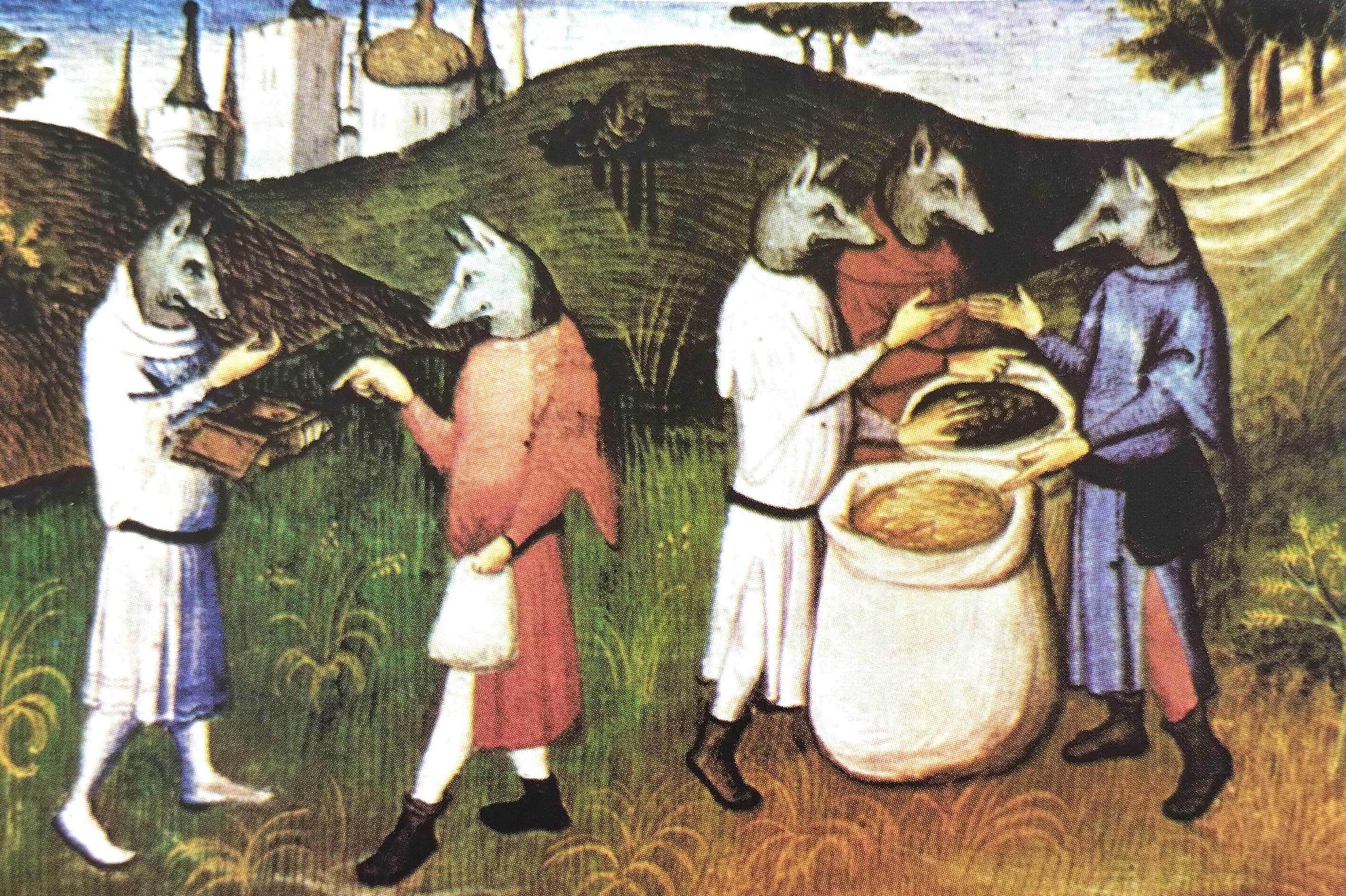
Homens com cabeça de lobo na Ilha de Sumatra, um dos relatos fictícios de Marco Polo

Em 1292, Argum Cã, o sobrinho-neto de Cublai e governante do Ilcanato da Pérsia, mandou representantes para a China em busca de uma potencial esposa, e eles pediram para que os Polos os acompanhassem, então foi lhes permitido retornarem para a Pérsia com o comité de casamento, a qual partiu da China no mesmo ano de Zaitum (região sul), numa frota de catorze juncos. O comité navegou até o porto de Singapura, viajando pelo norte da Sumatra, passando ao oeste no porto de Point Pedro no Reino de Jafanapatão, como também no Império Pandia. Eventualmente os Polos cruzaram o Mar Arábico rumo a Ormuz. A viagem de dois anos foi bastante perigosa, sendo que das seiscentas pessoas (não incluindo a tripulação) apenas dezoito sobreviveram (contando os três Polos). Os Polos deixaram a comissão de casamento depois de alcançarem Ormuz e viajaram por terra até o porto de Trebizonda, no Mar Negro.

### O papel de Rusticiano
O acadêmico britânico Ronald Latham pontuou que O Livro das Maravilhas foi de fato uma colaboração entre Marco e o escritor profissional de romances Rusticiano de Pisa, entre 1298 e 1299. Latham também argumenta que Rusticiano talvez tenha glamourizado os ditos de Marco Polo, adicionando elementos fantásticos a fim de colocar o livro entre os mais vendidos. O acadêmico italiano Luigi Foscolo Benedetto tinha demonstrado anteriormente que o livro foi escrito no mesmo "estilo literário" outras vezes usados nos trabalhos de Rusticiano, e que algumas passagens no livro foram feitas exatamente com as mesmas palavras ou com ligeiras modificações em relação aos escritos do romancista italiano. Por exemplo, o primeiro trecho da introdução do Livro das Maravilhas dirigido aos "imperadores e reis, duques e marqueses" foi diretamente copiado de um romance Arturiano o qual De Pisa tinha escrito alguns anos antes, e o conteúdo do segundo encontro entre Marco Polo e Cublai nas cartas da corte é praticamente o mesmo que o da chegada de Tristão a corte de Rei Artur em Camelot nesse mesmo livro Arturiano. Latham acredita que muitos elementos do livro, com as lendas do Oriente Médio e menções de maravilhas exóticas provêm do trabalho de Rusticiano, a qual estava descrevendo o que os europeus medievais esperariam achar em um livro de viagens.

### Autenticidade e veracidade

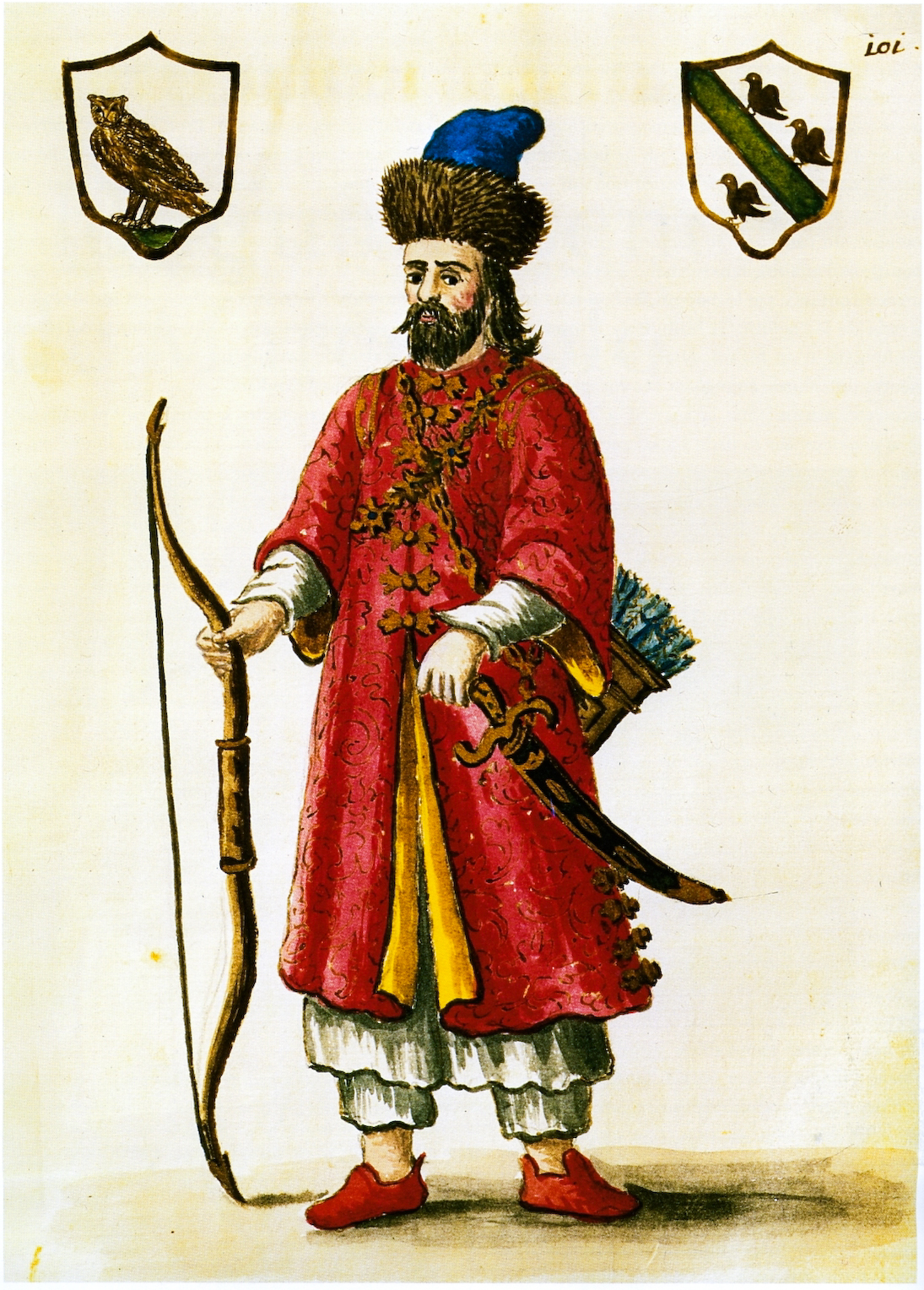
Marco Polo usando uma vestimenta tártara, data de impressão desconhecida

Desde a sua publicação, o livro circulou amplamente em manuscritos, mas foi recebido muitas vezes com ceticismo. Algumas pessoas da Idade Média acharam que o livro era simplesmente um romance ou uma fábula, devido aos seus relatos sobre uma civilização chinesa sofisticada, diferindo muito quando comparado com os relatos de outros viajantes, como de João de Plano Carpini e Guilherme de Rubruck, os quais descreveram os orientais como "bárbaros" que pertenciam a "algum outro mundo". Dúvidas também apareceram séculos depois das narrativas de Marco na China, por exemplo por não ter citado a Grande Muralha da China, e em particular pelas dificuldades em encontrar os lugares nos quais ele alegou estar. Muitos questionaram se Marco visitou as regiões que ele mencionou no seu itinerário, se ele tinha se apropriado das narrativas do seu pai e do seu tio ou ainda de outros viajantes, e alguns duvidaram se Marco até mesmo alcançou a China, ou se ele alcançou, talvez nunca tenha ido para Cambalique (Pequim).
Entretanto, Stéphane Yerasimos diz que sua presença na China é inquestionável, referindo estudos recentes comprovando a existência da maioria dos lugares e a realidade de muitos dos fatos narrados. Mas também já foi bem documentada a presença de erros e invenções no seu texto. Muitos eventos são mal localizados cronologicamente, nomes são frequentemente deturpados, e certos eventos certamente não transcorreram como ele diz, sendo desmentidos por outros registros históricos confiáveis. Em uma ocasião ele chega a inventar a conquista de uma cidade — até então inexpugnável, o que teria enfurecido Kublai — depois que os venezianos ensinaram aos tártaros a construção das catapultas. Lançando pesadas pedras sobre a cidade, seus habitantes, horrorizados diante do poder da arma desconhecida, teriam se rendido ao imperador. A comparação com registros confiáveis mostra que os Polo não podem ter estado presentes nesta batalha, e muito menos terem colaborado ativamente para sua conquista. Há inclusive menção a eventos que ocorreram durante sua prisão em Gênova. Seja como for, há inequivocamente uma grande dose de verdade em sua narrativa, embora a real origem das suas informações seja em parte incerta.
Deve ser pontuado que os relatos de Marco sobre a China são mais acurados e detalhados que a de outros viajantes do período. Marco Polo até mesmo refutou as 'maravilhosas' fábulas e lendas fornecidas por narrativas de outros europeus, e apesar de alguns exageros e erros, as descrições de Marco contém menos equívocos se comparado com outras obras. Em muitos casos é devidamente esclarecido (a maior parte na primeira parte antes de atingir a China, como a menção aos milagres cristãos) sobre o que ele tinha escutado ao invés do que ele tinha visto. Seus relatos não seguem os mesmos erros encontrados em outras narrativas como as do viajante tangerino ibne Batuta, que confundiu o Rio Amarelo com o Grande Canal da China, e pensou que a porcelana era feita de carvão.
Estudos modernos mostraram que detalhes fornecidos no livro de Marco Polo, como as moedas utilizadas, são acurados e únicos. Tais descrições detalhadas não são encontradas em qualquer fonte não chinesa, e sua precisão é reforçada por evidências arqueológicas e como também de registros compilados depois da saída de Marco da China, porém os relatos em si posteriormente tiveram que ser obtidos por segunda mão. Outas descrições também foram verificadas; por exemplo, quando visitou Zhenjiang em Jiangsu, China, Marco Polo notou que um grande número de igrejas cristãs tinham sido construídas ali. Sua alegação é confirmada por um texto chinês explicando como um sogdiano, chamado Mar-Sargis de Samarcanda, fundou seis igrejas cristãs nestorianas em Hangzhou durante a segunda metade do século XIII. Sua história da princesa Kököchin ser mandada para a Pérsia para casar com ilcã também é confirmada por fontes independentes tanto na Pérsia quanto na China.

## Debates e controvérsias

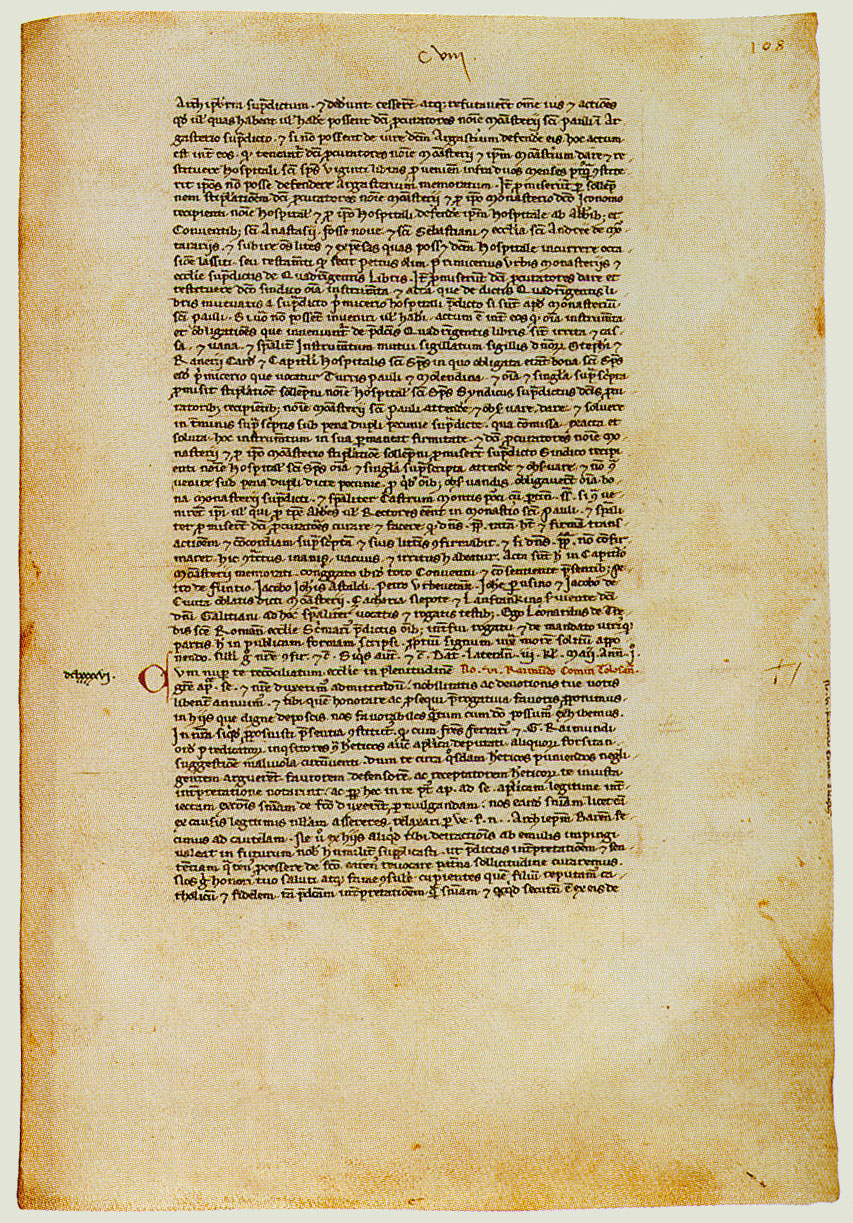
Trecho da carta do Papa Inocêncio IV "para o governante do povo dos tártaros" encaminhado para Guiuque Cã pelo emissário João de Plano Carpini, 1245

### Omissões
Céticos consideraram se Marco Polo escreveu seu livro baseado em boatos, com alguns apontando omissões sobre práticas e construções chinesas, assim como a falta de detalhes de alguns lugares no seu livro. Enquanto ele descreve o papel-moeda e a queima de carvão, Marco não menciona a Grande Muralha da China, o chá, os caracteres chineses, os pés de lótus e os hashis. A sua falha em não notar a presença da Grande Muralha foi primeiramente levantada em meados do século XVII, e foi sugerido que ele nunca alcançou a China. Posteriormente alguns acadêmicos, como John W. Haeger, argumentaram que Marco Polo provavelmente nunca visitou o sul da China por causa da falta de detalhes de suas descrições das cidades chinesas sulistas quando comparado com as cidades nortenhas, enquanto que Herbert Franke também levantou a possibilidade de Marco Polo nunca ter ido sequer para a China, e questionou se ele provavelmente baseou suas descrições em fontes persas por causa do uso de expressões persas em seu livro. Essa visão é melhor aprofundada por Frances Wood, que em seu livro Did Marco Polo Go to China? argumenta que na melhor das hipóteses ele nunca foi para o leste da Pérsia (atual Irã), e que tudo que foi escrito no Livro das Maravilhas sobre a China  poderia muito bem ser obtido através de livros persas. Wood sustenta que é mais provável que Marco tenha apenas ido para Constantinopla (atual Istambul, Turquia) e para algumas colônias mercantes no Mar Negro, coletando rumores dos viajantes que tinham ido mais para o leste.

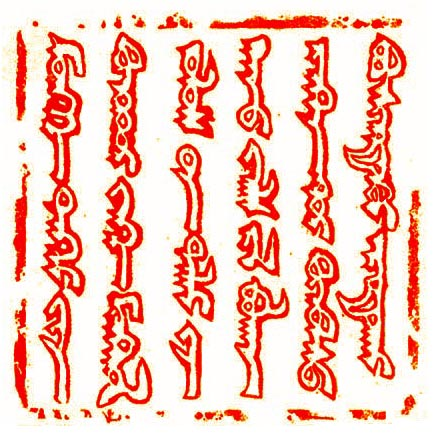
Selo de Guiuque Cã usando o clássico alfabeto mongol tradicional, encontrada na carta resposta para o Papa Inocêncio IV em 1246

Defensores da autenticidade do livro rebateram os pontos levantados pelos céticos como o da Grande Muralha e dos pés de lótus. O historiador Stephen G. Haw argumenta que as Grandes Muralhas foram construídas para manter longe os invasores nortenhos, enquanto a dinastia governante durante a visita de Marco Polo eram os próprios invasores do norte. Ele pontua que a Grande Muralha que estamos familiarizados hoje em dia é uma construção erguida durante a Dinastia Ming, dois séculos depois das viagens de Marco Polo, e que os governantes mongóis controlavam tanto os territórios do norte quanto no sul em relação a divisão atual da muralha, e não teriam razões para manter quaisquer fortificações levantadas pelas dinastias anteriores. Outros europeus que viajaram para Cambalique, como Giovanni de' Marignolli e Odorico de Pordenone, igualmente não disseram nada sobre a muralha. O viajante muçulmano ibne Batuta, quando inquiriu sobre a muralha quando visitou a China durante a Dinastia Yuan, não encontrou alguém que a tivesse visto ou conhecesse alguém que tivesse, sugerindo que se as ruínas da muralha construída nos períodos anteriores existiram, não era digna de nota naquela época.
Ele também argumenta que a prática dos pés de lótus não era comum na China durante a época de Marco Polo e eram quase desconhecidos entre os mongóis. Enquanto o missionário italiano Odorico de Pordenone, que visitou a China durante a Dinastia Yuan, mencionou os pés de lótus (entretanto é incerto se ele somente estava relatando o que tinha escutado pois sua descrição é imprecisa), nenhum outro visitante da Dinastia Yuan mencionaram a prática, indicando que a tradição dos pés de lótus não era disseminada ou praticada naquela época. O próprio Marco Polo notou (no manuscrito de Toledo) o andar delicado de uma mulher chinesa em seus passos curtos. Outros acadêmicos também perceberam que muitas outras coisas não mencionadas por Marco, tal como o chá e os hashis, não foram mencionados por outros viajantes de igual maneira. Ele também aponta que apesar de suas poucas omissões, os relatos de Marco Polo são mais extensos, acurados e detalhados do que de qualquer viajante estrangeiro do período.

### Exageros

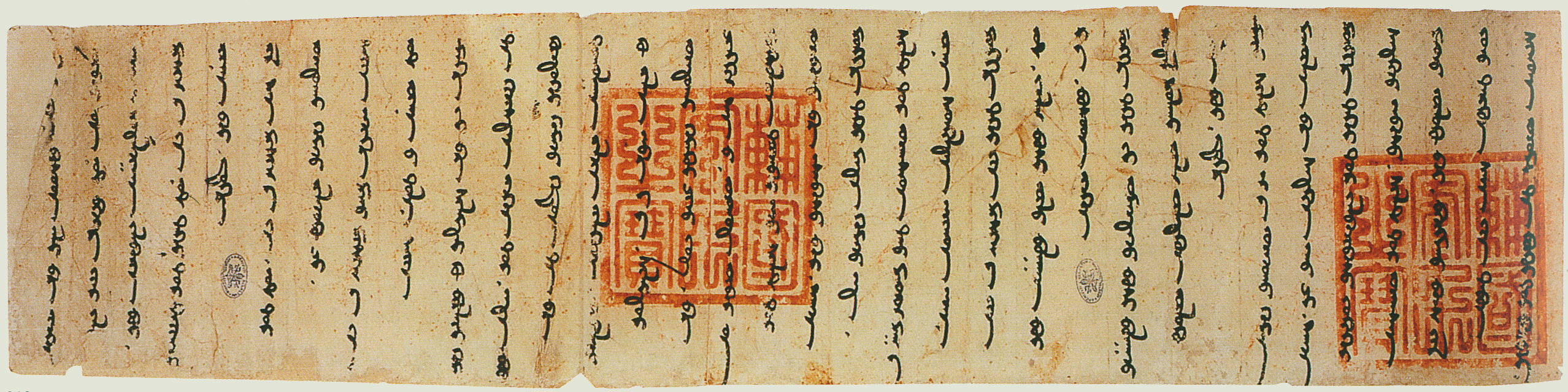
Carta de Argum, cã do Ilcanato mongol, para o Papa Nicolau IV, 1290

Muitos acadêmicos acreditam que Marco Polo exagerou sobre sua importância na China. O historiador britânico David Morgan acredita que Polo mentiu sobre o seu status na China enquanto Ronald Latham acredita que tais exageros foram realizados por seu escritor fantasma, Rusticiano de Pisa. No Livro das Maravilhas, Polo alega que era um amigo próximo e conselheiro de Cublai e que ele foi o governante da cidade de Yangzhou por três anos, ainda que nenhuma fonte chinesas menciona-o nem como governador de Yangzhou ou como conselheiro de Cublai; de fato, nenhuma fonte chinesa chega o mencionar Herbert Franke notou que todas as ocorrências da palavra Po-lo ou Bolod ("aço" nas línguas altaicas) nos textos da Dinastia Yuan são nomes de pessoas de origem mongol ou turca. O sinólogo Paul Pelliot acredita que Polo pode ter servido como oficial no governo em Yangzhou, uma posição de alguma significância que poderia explicar o exagero. Polo também alegou ter fornecido aos mongóis manganelas durante a Batalha de Xiangyang, uma alegação inverídica, pois tal conflito ocorreu muito antes da chegada de Polo a China. O exército mongol que cercou Xiangyang possuía tecnologia militar estrangeira, mas os relatos chineses descrevem-nos como provenientes de Bagdá e possuindo nomes árabes.
Stephen Haw, entretanto, contesta a ideia que Polo exagerou sobre sua própria importância, escrevendo: "ao contrário do que tem sido comumente dito... Marco não fez nenhuma alegação exaltando falsamente sua posição no Império Yuan". Ele alega que Polo nunca disse ter sido um ministro da mais alta importância, um Darugachi, líder de um Tumen (isto é, de dez mil homens), ou nem mesmo líder de mil homens, apenas que ele era um missionário do cã e ocupou uma posição de certa honra. Ele acredita ter um número razoável de evidências corroborando a ideia que Polo foi um Kheshig, estimando ter catorze mil deles na época. Haw explica como os primeiros manuscritos dos relatos de Polo fornecem informações contraditórias sobre sua função em Yangzhou, com alguns atestando que ele foi somente um simples residente, e outras atestando que ele foi um governador, e o manuscrito de Ramusio diz que Polo foi simplesmente um oficial temporário, ainda que todos os manuscritos concordem que ele trabalhou como um estimado emissário para o cã. Haw também questiona a procura do nome Marco Polo nos textos chineses, argumentando que europeus daquela época raramente usavam sobrenomes, e que uma transcrição direta dos caracteres chineses do nome "Marco" ignora a possibilidade dele ter adotado um nome chinês ou até mesmo mongol, os quais não tem nenhuma similaridade com os nomes latinos.

### Erros
Alguns erros nos relatos de Marco Polo foram encontrados. Por exemplo, ele descreve uma ponte posteriormente conhecida como Ponte Marco Polo possuindo vinte e quatro arcos, ao invés de onze ou treze. Ele também disse que as muralhas da cidade de Cambalique tinham doze portões quando tinham apenas onze. Arqueólogos também apontaram que Polo também misturou os detalhes das duas tentativas de invasão ao Japão por Cublai em 1274 e 1281. Polo escreveu que os navios tinham cinco mastros, quando os arqueólogos descobriram que os navios tinham de fato apenas três mastros.

### Apropriações
Wood acusa Marco Polo de ter se apropriado de relatos de outras pessoas em seu livro, recontando outras histórias em benefício próprio, ou ainda baseando suas aventuras em livros persas ou de outras fontes perdidas. Por exemplo, o sinólogo Francis Woodman Cleaves percebeu que o relato de Polo sobre a viagem da princesa Kököchin da China até a Pérsia para se casar com ilcã está descrita na Enciclopédia Yung-lo Ta-tien e pelo historiador persa Raxidadim de Hamadã. Entretanto nenhuma dessas passagens mencionam Polo ou até mesmo qualquer europeu durante a comissão nupcial, e Wood usa a falta de evidências como comprovação para demonstrar que os Polos "recontaram uma história bem conhecida". Morgan, defendendo Polo, aponta que a própria princesa nem sequer é mencionada na fonte chinesa, e que ficaria surpreso se Polo tivesse sido mencionado por Raxidadim. O historiador Igor de Rachewiltz argumenta que os relatos de Marco Polo na verdade conseguem reconciliar as fontes chinesas e persas, pois a informação que dois dos três enviados (mencionados nas fontes chinesas e cujos nomes estão de acordo com os escritos de Polo) morreram durante a viagem, explica como apenas o terceiro sobreviveu, Coja, que por sua vez é mencionado por Raxidadim. Polo também complementa a história fornecendo informações não encontradas em ambas as fontes. Rachewiltz igualmente sustenta que a única fonte persa a qual menciona a princesa não foi compilada até 1310-1311, portanto Marco Polo não podia ter se apropriado das informações de qualquer livro persa. De acordo com Rachewiltz, os relatos acurados de Polo sobre a princesa, juntamente com outras fontes independentes mas incompletas, são a prova da veracidade da história de Polo e da sua presença na China.

### Avaliações

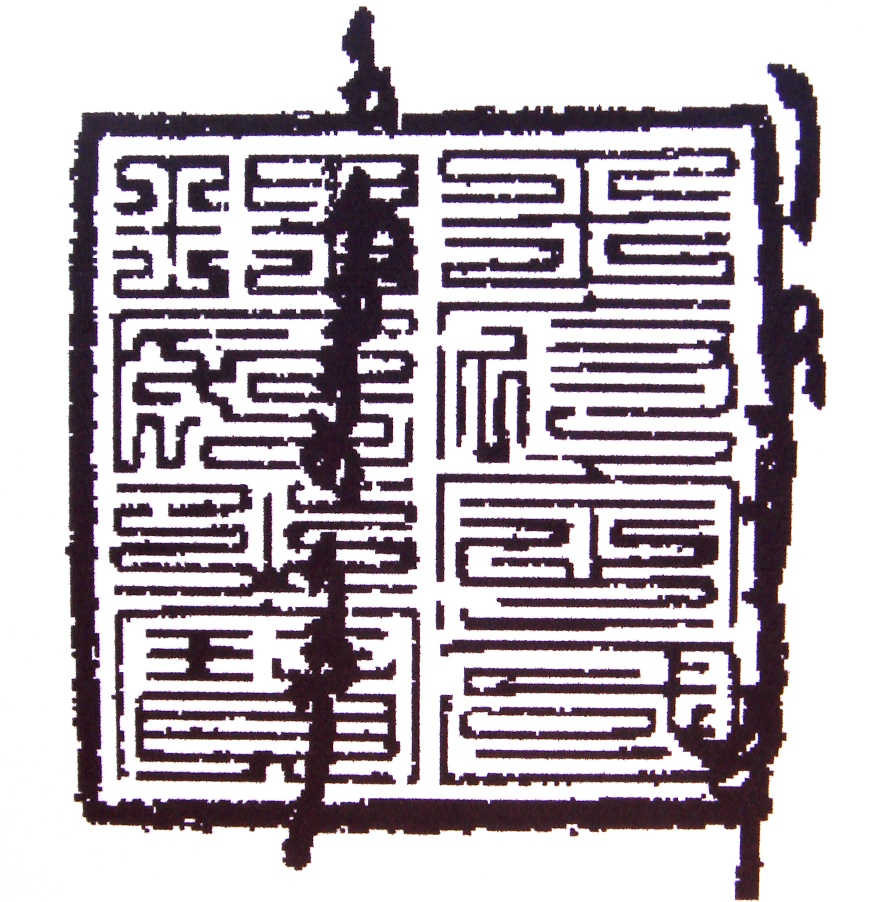
Selo do governante mongol Gazã em uma carta de 1302 para o Papa Bonifácio VIII

Morgan escreve que já que muito do conteúdo do Livro das Maravilhas sobre a China é "consideravelmente correto", a alegação de que Polo não foi à China "cria mais problemas do que resolve" e que portanto sugere fortemente que Polo realmente foi até à China, mesmo se exagerou sobre sua importância no império chinês-mongol. Ele não aceita vários criticismos dos relatos de Polo que se iniciaram no século XVII, e destaca a precisão de Polo em grande parte da história, por exemplo sobre o seu conhecimento em relação ao Grande Canal da China. "Se Marco foi um mentiroso", Haw escreve, "então devemos considerar de maneira implausível que ele foi bastante meticuloso".
Em 2012, o departamento de sinologia da Universidade de Tubinga e o historiador Hans Ulrich Vogel lançaram uma análise detalhada das descrições de Polo sobre as moedas, das receitas e produções do sal, e argumentam que as evidências corroboram sua presença na China porque ele incluiu detalhes que não poderiam ser obtidos de outra forma. Vogel concluiu que nenhuma outra fonte ocidental, árabe ou persa dão informações tão precisas e únicas sobre as moedas chinesas. Por exemplo, o peso e tamanho dos papéis, o uso de selos, as várias denominações dos papéis moedas e das variações das diversas moedas usadas em diferentes regiões da China, tal como o uso de búzios em Yunnan, comprovada por evidências arqueológicas e por fontes chinesas compiladas muito depois de Polo ter deixado a China. Seus relatos sobre as receitas e produções do sal também são precisas, e estão de acordo com documentos da era Yuan.  O historiador econômico Mark Elvin, no seu prefácio na monografia de 2013 de Vogel, conclui que ele "demonstra com provas detalhadas atrás de provas detalhadas as últimas evidências esmagadoras da autenticidade dos relatos de Polo. Muitos problemas foram causados pela transmissão oral do texto original e da proliferação de manuscritos escritos a mão que se divergiam significativamente. Por exemplo, Polo exerceu "autoridade política" (seignora)  em Yangzhou ou meramente foi um "residente" (sejourna)? Elvin conclui que "aqueles que duvidaram, embora enganados, não estavam sendo levianos ou tolos", mas "o caso como um todo está agora encerrado": o livro [As Viagens] é "essencialmente autêntico e, quando usado com cuidado, pode ser usado como um testemunho confiável, embora nem sempre definitivo".
Para Yerasimos, não cabe questionar sua presença na China e seu conhecimento em primeira mão de muito do que narrou, dizendo haver evidências superabundantes para prová-lo. Contudo, o pesquisador observa que o texto precisa ser lido sabendo-se que foi escrito por um veneziano do século XIII, refletindo uma ideologia e um contexto político e sociocultural específicos. Sob certos aspectos o livro tem um caráter de propaganda, enfatizando a superioridade ocidental na tecnologia, no modo de vida e na religião cristã, considerando os credos nativos como idolatrias ligadas a artes malignas, e condenando muitos costumes orientais como aberrações e imoralidades. Por outro lado, estava capacitado para apreciar muita coisa na vida oriental, expressando uma admiração positiva. São recorrentes, em particular, seus louvores a Cublai, mostrado-o como um governante civilizado, generoso, interessado, compassivo e sábio, protetor da coexistência pacífica entre os diferentes credos e culturas que existiam em seu império, e sempre benevolente para com os Polo, embora implacável contra os inimigos. Também fez elogios a alguns outros povos, encontrando neles exemplos de conduta nobre, honesta e honrada, mas sempre comparando-os aos cristãos e criticando as bases de suas crenças como errôneas. Ele também incorpora ao texto tradições e lendas milenaristas e apocalípticas, relata milagres, dando-lhes fatualidade. Sempre manifestando sua adesão ao cristianismo romano, estava, sem dúvida, influenciado pela ideologia da Igreja Militante e pela crença que corria em seu tempo de que a segunda vinda do Messias estava próxima, atiçada pelo terror que o avanço do Islã causava nos ocidentais. Com efeito, em seu tempo os mongóis geralmente não eram vistos como uma ameaça, mas sim como potenciais aliados contra o inimigo muçulmano. Para Yerasimos, os aspectos legendários do seu livro constituem na prática uma defesa dos valores do mundo de onde ele procede, mas o conteúdo legendário é apenas marginal no conjunto, e considera suas qualidades de observação, de documentação e de precisão incomuns para um homem de sua época.
Além disso, é necessário lembrar que entre os objetivos conscientes do seu livro estava oferecer um entretenimento para os nobres, como uma coletânea de histórias cativantes e surpreendentes, impregnadas da aura do maravilhoso, e propiciar edificação moral para os burgueses, acrescentando ainda informações objetivas úteis para os interesses mercantis e políticos de Veneza, estimulando o interesse pela exploração. Seu livro dizia, por exemplo, que na China havia palácios de ouro em toda parte, e que Cublai mantinha uma corte faustosa de 12 mil barões, dando a cada um 13 trajes de ouro de extrema suntuosidade a cada ano, cada um valendo uma fortuna. Apesar de ser uma descrição espantosa, e haver muitas outras semelhantes, fontes mongóis da época em geral apoiam essas descrições. Mas isso é uma conclusão recente. Na leitura de Yerasimos, Polo trazia o maravilhoso para o nível da realidade, e isso assegurou o fascínio do texto ao longo das gerações. Ajudou a assegurar também a sobrevivência de uma miragem que alimentou a cobiça dos ocidentais. Muitos outros viajantes, exploradores e companhias partiriam mais tarde embalados pela perspectiva de lucro que poderiam obter no fantasticamente opulento Oriente, como descrito por Polo.

## Legado

### Explorações posteriores

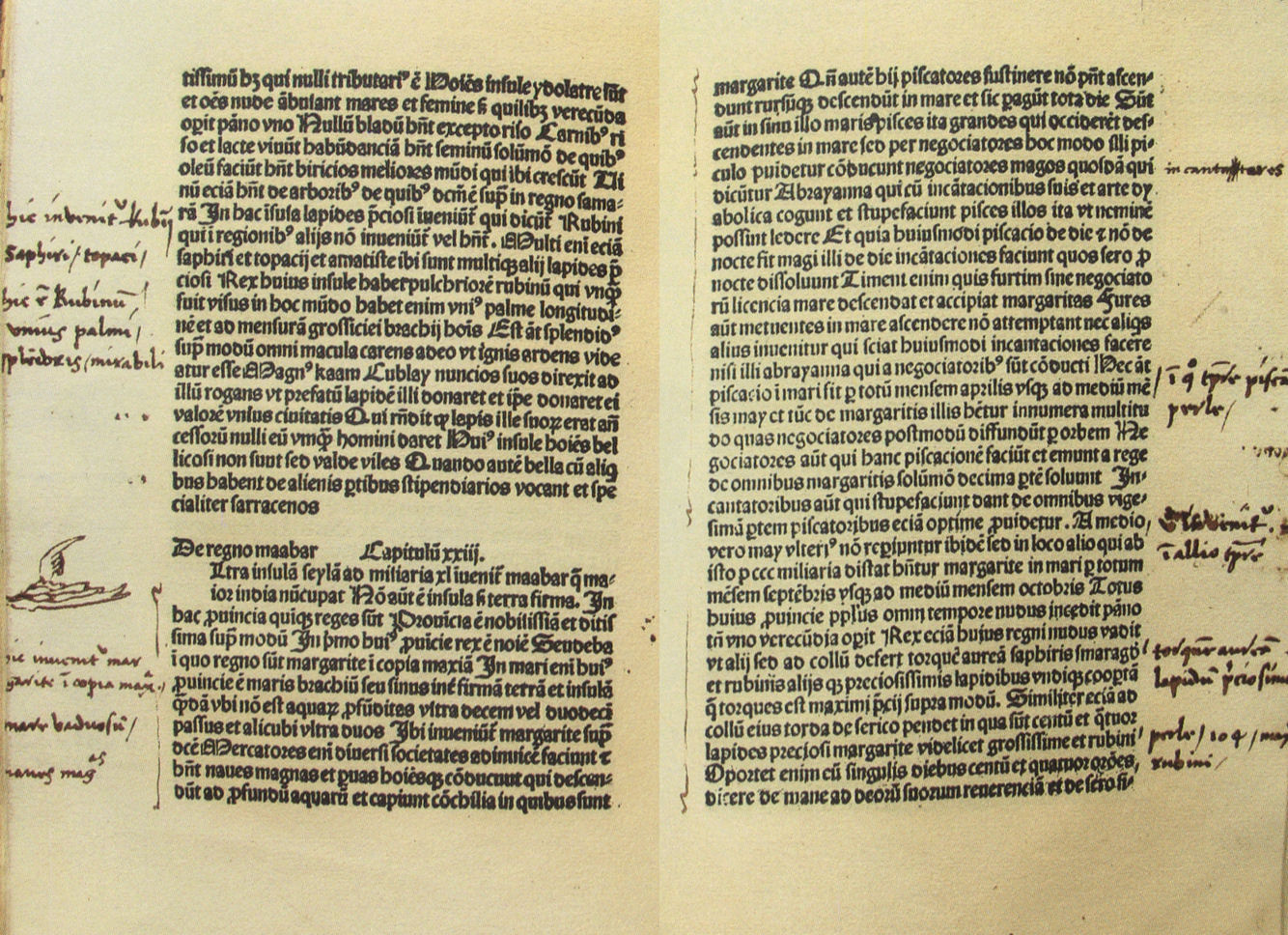
Notas escritas a mão por Cristóvão Colombo na versão latina do livro de Polo

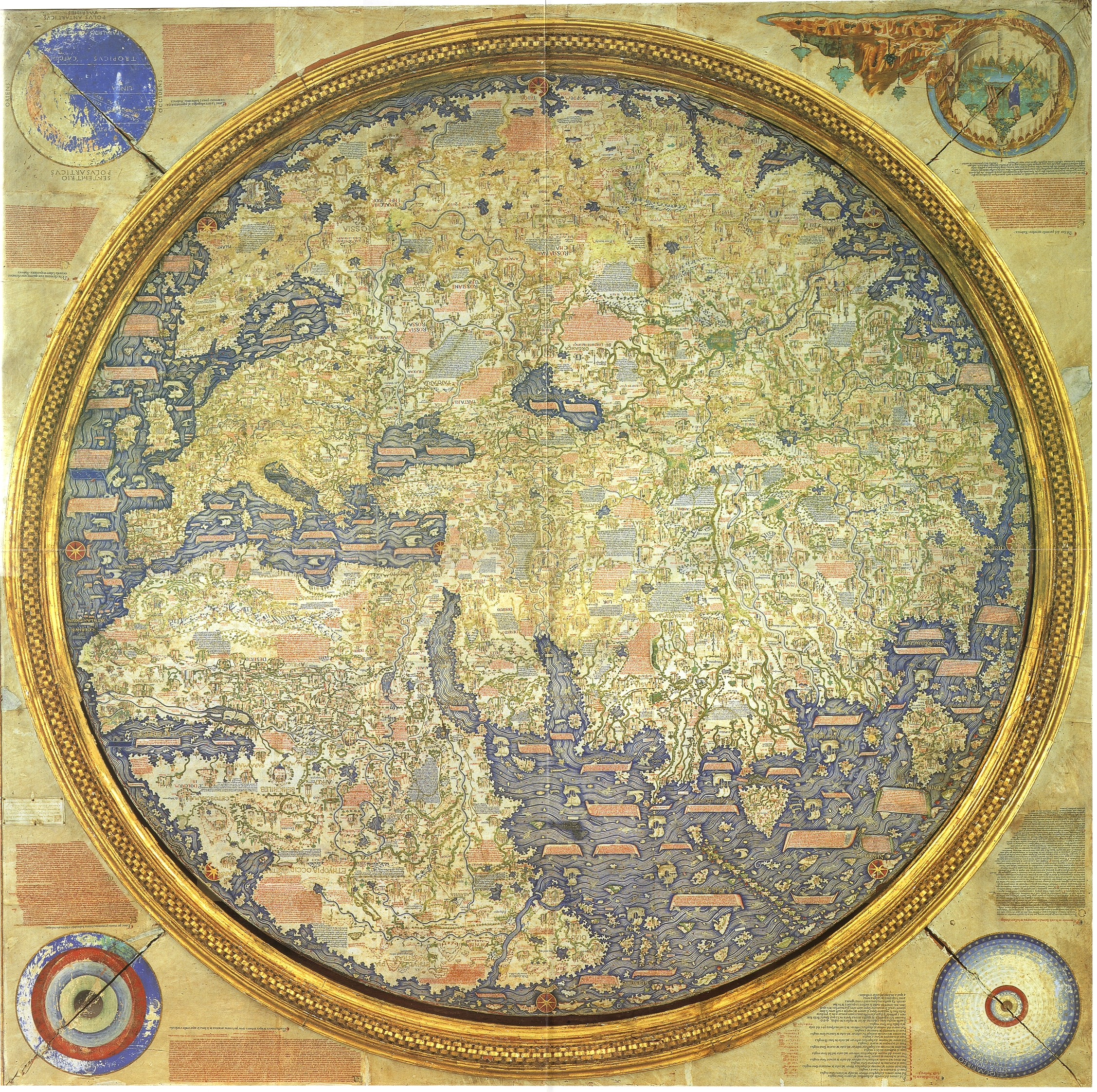
O Mapa-múndi de Fra Mauro, publicado em 1450 pelo monge veneziano Fra Mauro

Outros exploradores europeus menos conhecidos viajaram para a China, como João de Plano Carpini, mas a jornada de Polo foi a primeira a ser comumente conhecida. Cristóvão Colombo ficou inspirado pelas discrições de Polo sobre o Extremo Oriente e quis visitar essas terras; uma cópia do livro estava entre os seus pertences, com anotações a mão. Bento de Góis, inspirado pelos escritos de Marco Polo de um reino cristão ao leste, viajou 6 000 km em três anos através da Ásia Central. Ele nunca achou o reino, mas terminou encontrando a Grande Muralha da China em 1605, provando que Catai era o que Matteo Ricci (1552–1610) tinha chamado de "China".

### Cartografia
As viagens de Marco Polo tiveram alguma influência no desenvolvimento da cartografia europeia, culminando nas viagens exploratórias europeias um século depois. O mapa-múndi de Fra Mauro foi parcialmente inspirado pelos ditos de Marco Polo sobre Catai.
Embora Marco Polo nunca tenha produzido um mapa ilustrando sua jornada, sua família desenhou alguns mapas do Extremo Oriente baseados nos imprecisos manuscritos de seus relatos. Essa coleção de mapas foram assinadas pelas três filhas de Polo: Fantina, Bellela e Moreta. Eles não apenas contêm os registros de suas aventuras, como incluem também rotas para o Japão, a Península de Kamchatka na Sibéria, o Estreito de Bering e até mesmo a costa do Alasca, séculos antes da redescoberta da América pelos europeus.

### Arte, entretenimento e mídia

##### Jogos
- O jogo Marco Polo é uma forma de pega-pega jogado em uma piscina ou em terra,[104][105] com regras ligeiramente modificadas.
- Marco Polo aparece como um explorador jogável no jogo eletrônico de estratégia Civilization Revolution.[106]

##### Literatura
O livro As Viagens de Marco Polo é tema em várias obras literárias de ficção, incluindo:
- Messer Marco Polo (1921), de Brian Oswald Donn-Byrne.[107]
- Le città invisibili (1972), de Italo Calvino.
- The Journeyer (1984), de Gary Jennings.

##### Televisão
- A minissérie de televisão Marco Polo, dirigida por Giuliano Montaldo. Ganhou dois Emmys e foi indicada em mais seis.[108]
- O filme Marco Polo (2007), que conta como Marco Polo foi deixado sozinho na China enquanto seu pai e seu tio retornam para Veneza, para se reencontrarem com ele anos depois.[109]
- A websérie Marco Polo, que narra os primeiros anos do explorador veneziano na corte de Cublai Cã e que estreou na Netflix em 2014.

### Leituras adicionais
- (em inglês) Polo, Marco (1918). The Travels of Marco Polo. Londres: J.M. Dent & Sons
- (em inglês) Hart, H. Henry (1948). Marco Polo, Venetian Adventurer. Kessinger Publishing.
- (em inglês) Dalrymple, William (1989). In Xanadu.
- (em inglês) Daftary, Farhad (1994). The Assassin legends: myths of the Ismaʻilis (2 ed.). I.B. Tauris. p. 213. ISBN 978-1-85043-705-5.
- (em inglês) Otfinoski, Steven (2003). Marco Polo: to China and back. Nova Iorque: Benchmark Books. ISBN 0-7614-1480-0.
- (em inglês) Polo, Marco & Rustichello of Pisa (1 de janeiro de 2004). The Travels of Marco Polo – Volume 1. Project Gutenberg. Acessado em 2 de abril de 2011.
- (em inglês) Polo, Marco & Rustichello of Pisa (1 de Maio de 2004). The Travels of Marco Polo – Volume 2. Project Gutenberg. Acessado em 2 de abril de 2011.
- (em francês) Olivier Weber, Sur les routes de la soie (com Reza, Hoëbeke, 2007)
- (em inglês) Yang, Dori Jones (11 de janeiro de 2011). Daughter of Xanadu. Delacorte Press Books for Young Readers. ISBN 978-0-385-73923-8. (Romance infanto-juvenil)